# دانمارک در المپیک تابستانی ۱۹۴۸
دانمارک در بازی‌های المپیک تابستانی ۱۹۴۸ که در شهر لندن برگزار شد، کاروان دانمارک با ۱۶۲ ورزشکار در این رقابت‌ها شرکت کرد و موفق به کسب ۲۰ مدال (۵ طلا، ۷ نقره، ۸ برنز) شد. در جدول رتبه‌بندی توزیع مدال‌ها، دانمارک در ردهٔ ۱۰ مسابقات قرار گرفت.

## دوچرخه‌سواران
رقابت انفرادی جاده
- کریستیان پدرسن
- کنود اندرسون
- بور ساکسیل نیلسن
- رادولف راسموسن

رقابت تیمی جاده
- کریستیان پدرسن
- کنود اندرسون
- بور ساکسیل نیلسن
- رادولف راسموسن

اسپرینت
- اکسل شاندورف

تایم تریل
- اکسل شاندورف

تاندم
- هانس اندرسون
- اوان کلامر

تعقیبی تیمی
- مکس یورنسن
- بور گیسل
- بور مورتنسن
- بنی اشنور